# Batalha de Bennington
A Batalha de Bennington foi um confronto militar travado durante a Guerra de Independência dos Estados Unidos que aconteceu em 16 de agosto de 1777, em Walloomsac, Nova Iorque, a cerca de 16 km da cidade de Bennington, Vermont, como parte da campanha de Saratoga. Uma força de  2 000 rebeldes americanos, vindos de New Hampshire e Massachusetts, liderados pelo general John Stark, reforçado por milicianos sob comando do coronel Seth Warner, decisivamente derrotou um destacamento do exército do comandante inglês John Burgoyne. Este destacamento era liderado pelo tenente-coronel Friedrich Baum.
Os homens do general Baum (um alemão) eram uma força mista de 700 soldados de cavalaria desmontados de Brunsvique, mais canadenses, lealistas e índios. Ele foi enviado por Burgoyne para atacar a cidade de Bennington, em Vermont, em uma região rica em suprimentos. Acreditando que a área era pouco defendida, Burgoyne e Baum avançaram sem ter conhecimento que o general Stark e cerca de 1 500 combatentes estavam posicionados por lá. Após um confronto inicial, a situação se acalmou por um tempo em um impasse. Contudo, os homens de Stark envolveram a posição de Baum, fazendo muitos prisioneiros. Ambos os lados receberam alguns reforços, mas os americanos mantiveram a iniciativa e lançaram-se em impetuosos ataques, com Warner e Stark empurrando as tropas de Breymann para atrás. Os britânicos e alemães sofreram pesadas baixas na luta, com o próprio Baum morrendo em combate.
O resultado da batalha foi importante para os americanos, reduzindo o tamanho do exército de Burgoyne para apenas 1 000 homens, persuadindo também as tribos indígenas a abandona-lo e ainda o privou de suprimentos extras e cavalos. Estes fatores contribuíram muito para a derrota de Burgoyne em Saratoga. Assim, ao fim de 1777, a situação da guerra havia melhorado e o ânimo dos americanos subiu. Mais importante, estas vitórias convenceram a França a entrar na guerra ao lado dos rebeldes americanos.